# Cryptophis incredibilis
Cryptophis incredibilis (рожева змія) — вид отруйних змій родини аспідових (Elapidae). Ендемік Австралії.

## Опис
Довжина рожевої змії становить 40 см. Верхня частина тіла рівномірно рожева, нижня частина тіла біла.

## Поширення і екологія
Рожеві змії є ендеміками острова Принца Уельського в Торресовій протоці. Вони живуть в перехідній зоні між узбережжям та рідколіссями у внутрішній частині острова. Ведуть нічний спосіб життя.